# 大伊木工業団地
大伊木工業団地（おおいぎこうぎょうだんち）は、岐阜県各務原市鵜沼大伊木町5丁目にある工業団地。

## 概要
- 各務原市及び各務原市土地開発公社により開発された鵜沼大伊木町5丁目にある工業団地であり、木曽川沿いにある。分譲面積は2.2ha[1]。2002年（平成14年）9月完成[1]。

## 主な進出企業
- 八幡ねじ
- SANEI
- 河合製巧